# Alberto Pio (condottiero)
Alberto Pio (... – 1412) è stato un nobile e condottiero italiano.

## Biografia
Era figlio di Giberto I Pio, terzo signore di Carpi, e di Bianca Fieschi.
Iniziò la sua carriera militare nel 1401 al servizio dei Bentivoglio, signori di Bologna, per combatterli nel 1402 a fianco dei milanesi. Partecipò nello stesso anno alla battaglia di Casalecchio, entrando vittoriosamente in Bologna al fianco di Francesco I Gonzaga. Dopo la morte di Gian Galeazzo Visconti, nel 1403 fu al soldo della Stato Pontificio. Nel 1405 venne ingaggiato dagli Estensi, che lo investirono di numerosi castelli nel modenese. Nel 1408 combatté gli Estensi a fianco di Ottobuono de' Terzi, assoldato da Parma.
Morì nel 1412.

## Ascendenza
|                                    |   |                          | Genitori              |  |  | Nonni |  |  | Bisnonni       |  |  | Trisnonni    |  |
|                                    |   |                          |                       |  |  |       |  |  | Manfredo I Pio |  |  | Federigo Pio |  |
|                                    |   |                          |                       |  |  |       |  |  | Manfredo I Pio |  |  | Federigo Pio |  |
|                                    |   | Agnese da Gorzano        |                       |  |  |       |  |  | Manfredo I Pio |  |  |              |  |
| Galasso I Pio                      |   |                          |                       |  |  |       |  |  | Manfredo I Pio |  |  |              |  |
|                                    |   | Fiandrina de' Bocchi     | …                     |  |  |       |  |  |                |  |  |              |  |
|                                    |   | Fiandrina de' Bocchi     | …                     |  |  |       |  |  |                |  |  |              |  |
|                                    |   | Fiandrina de' Bocchi     | …                     |  |  |       |  |  |                |  |  |              |  |
| Giberto I Pio, IV signore di Carpi |   | Fiandrina de' Bocchi     |                       |  |  |       |  |  |                |  |  |              |  |
|                                    |   | Giberto III da Correggio | Guido II da Correggio |  |  |       |  |  |                |  |  |              |  |
|                                    |   | Giberto III da Correggio | Guido II da Correggio |  |  |       |  |  |                |  |  |              |  |
|                                    |   | Giberto III da Correggio | Mabilia della Gente   |  |  |       |  |  |                |  |  |              |  |
| Beatrice da Correggio              |   | Giberto III da Correggio |                       |  |  |       |  |  |                |  |  |              |  |
|                                    |   | Elena Malaspina          | Malaspina Mulazzo     |  |  |       |  |  |                |  |  |              |  |
|                                    |   | Elena Malaspina          | Malaspina Mulazzo     |  |  |       |  |  |                |  |  |              |  |
|                                    |   | Elena Malaspina          | …                     |  |  |       |  |  |                |  |  |              |  |
| Alberto Pio                        |   | Elena Malaspina          |                       |  |  |       |  |  |                |  |  |              |  |
|                                    | … | …                        |                       |  |  |       |  |  |                |  |  |              |  |
|                                    | … | …                        |                       |  |  |       |  |  |                |  |  |              |  |
|                                    | … | …                        |                       |  |  |       |  |  |                |  |  |              |  |
| …                                  | … |                          |                       |  |  |       |  |  |                |  |  |              |  |
|                                    |   | …                        | …                     |  |  |       |  |  |                |  |  |              |  |
|                                    |   | …                        | …                     |  |  |       |  |  |                |  |  |              |  |
|                                    |   | …                        | …                     |  |  |       |  |  |                |  |  |              |  |
| Bianca Fieschi                     |   | …                        |                       |  |  |       |  |  |                |  |  |              |  |
|                                    |   | …                        | …                     |  |  |       |  |  |                |  |  |              |  |
|                                    |   | …                        | …                     |  |  |       |  |  |                |  |  |              |  |
|                                    |   | …                        | …                     |  |  |       |  |  |                |  |  |              |  |
| …                                  |   | …                        |                       |  |  |       |  |  |                |  |  |              |  |
|                                    |   | …                        | …                     |  |  |       |  |  |                |  |  |              |  |
|                                    |   | …                        | …                     |  |  |       |  |  |                |  |  |              |  |
|                                    |   | …                        | …                     |  |  |       |  |  |                |  |  |              |  |
|                                    |   | …                        |                       |  |  |       |  |  |                |  |  |              |  |